# Armando Couto
Armando Silva Couto (Rio de Janeiro, 05 de abril de 1914 - São Paulo, 25 de maio de 1983) foi ator, diretor e roteirista de vários filmes, todos gravados pela Multifilmes.

## Biografia

### Os Comediantes
O arquiteto Armando Couto passa a se ver no teatro após formar, com um grupo de amigos, o conjunto "Os Comediantes".  Com esse conjunto participa de "Vestido de Noiva" e de "Fim de Jornada", quando se afastou do grupo para suas atividades de arquiteto.
Faziam parte do grupo: Gustavo Dória, Carlos Perry, Santa Rosa, Graça Mello, Brutos Pedreira, Luiza Barreto Leite e outros.

### Estreia no cinema
Armando Couto estreou no cinema quando dirigiu Modelo 19.

## Trabalhos

### Escritor
- Pedro Macaco, Repórter Infernal (1949)

### Ator
- Entre os Bichos de Boa Vontade, de Silveira Sampaio.
- Vestido de Noiva, onde atuou como repórter. [3]
- Fim de Jornada (1943), de autoria de Robert Sheriff, dirigido por Ziembinski[4], onde atuou como Bert.[5]
- Negócios de Estado (1958), de autoria de Louis Verneuil, traduzido por Raymundo Magalhães e dirigido por Adolfo Celi, onde atuou como Byron Winkler[6]
- Ladrão em Noite de Chuva (1960), de autoria própria, onde atuou como o Ladrão.[7]
- Um Deus Dormiu Lá em Casa, onde atuou como Sósia.[8]
- Amanhã, Se Não Chover, de autoria de Henrique Pongetti e dirigido por Ziembinski[9], onde atuou como Bonard.[10]
- Don Juan, de Guilherme Figueiredo.

### Diretor
- Modelo 19 (1950) - também conhecido como "A ponte da esperança" e "O amanhã será melhor"
- Ladrão em Noite de Chuva (1960)[7]

### Diretor-assistente
- Um Deus Dormiu Lá em Casa, de autoria de Guilherme Figueiredo, dirigido por Silveira Sampaio.[8]